# St. Thomas, Ontario
St. Thomas este un oraș din sud-vestul statului Ontario, Canada. A primit statutul de oraș la 4 martie 1881. Orașul este, de asemenea, reședința comitatului Elgin, deși administrativ este independent de comitat.
La momentul recensământului din 2021, populația orașului era de 42.918 locuitori.